# Burlamacco d'oro

Il maestro Alberto Semprini premiato con il Burlamacco d'Oro durante la prima edizione nel 1958; a fianco la cantante Flo Sandon's.

Il Burlamacco d'oro, chiamato in alcune riviste Festival di Viareggio, era una manifestazione musicale italiana svoltasi nella città di Viareggio tra il 1958 e il 1965. Con l'eccezione della prima edizione (andata in onda solo alla radio), venne trasmessa dalla Rai in differita sul Primo Canale Rai, alle ore 22.

## Storia della manifestazione
Il Burlamacco d'oro venne organizzato su iniziativa del compositore, paroliere e giornalista Aldo Valleroni. Il nome deriva da quello di Burlamacco, maschera ufficiale del Carnevale di  Viareggio; il vincitore riceveva come trofeo la statuetta del Burlamacco d'oro, del valore di mezzo milione di lire dell'epoca.
La manifestazione, nel corso degli anni, cambiò alcune volte formula, con la costante che la canzone vincitrice veniva premiata l'anno successivo, e designata in base alle vendite dei dischi, certificate dalla Siae.

## Edizioni

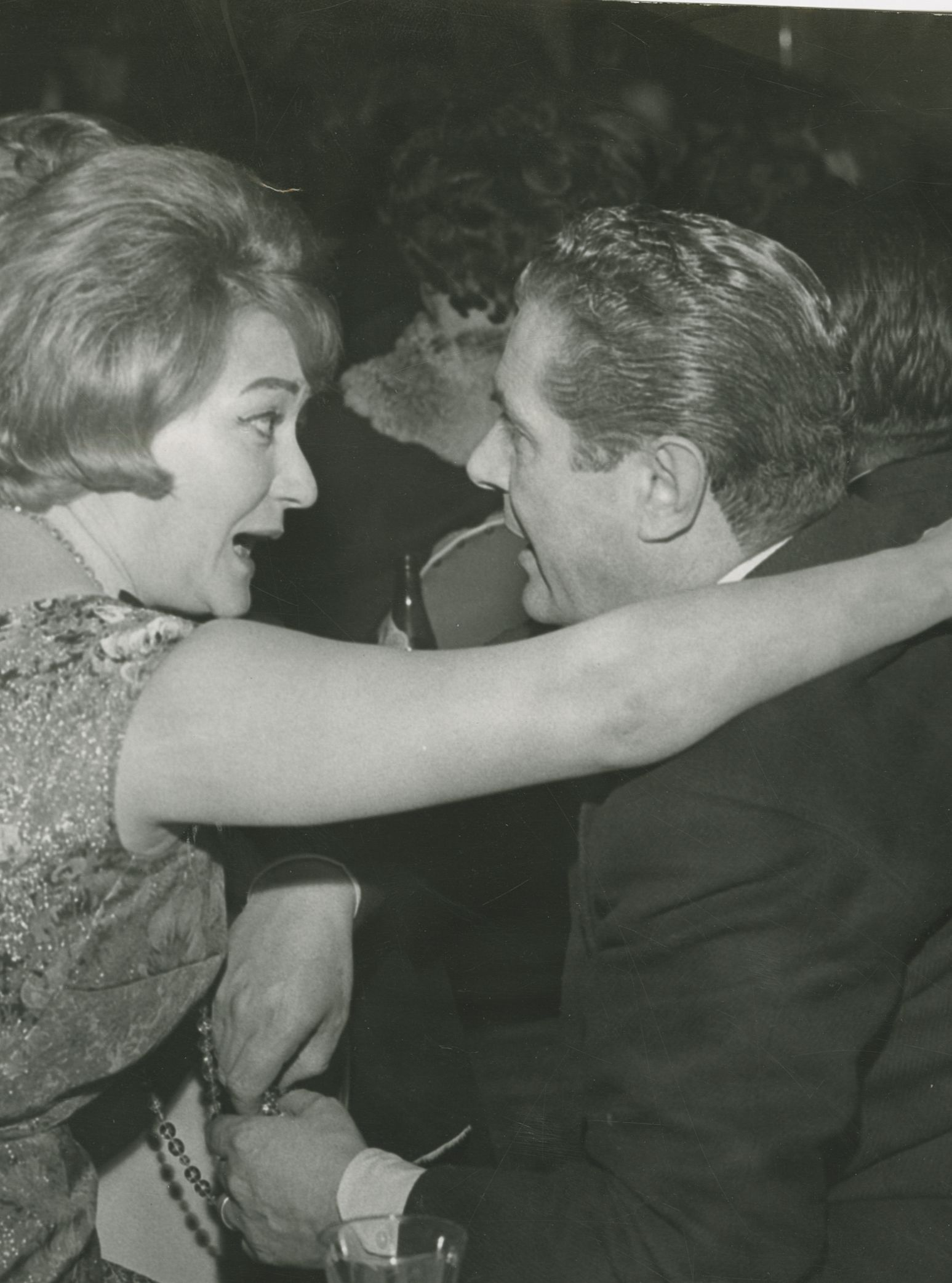
I cantanti italiani Flo Sandon's e Natalino Otto a Viareggio in occasione del festival musicale Burlamacco d'oro, 1961.

### 1958
- Lunedì 2 marzo
- Meccanismo: Vengono premiati vari personaggi che si sono distinti nel mondo musicale nell'anno precedente, in varie categorie
- Vincitori:
- Direttori d'orchestra: Alberto Semprini e Armando Trovajoli
- Cantanti: Natalino Otto, Flo Sandon's, Nilla Pizzi, Cristina Jorio, Johnny Dorelli
- Impresari: Sergio Bernardini
- Presentatori: Mike Bongiorno e Marisa Borroni

### 1959
- Lunedì 9 febbraio
- Presentatori: Enzo Tortora ed Emma Danieli
- Orchestra diretta dai maestri Riccardo Rauchi e Gastone Parigi
- Meccanismo: 15 canzoni, eseguite da un solo interprete
- Vincitori: Arturo Testa (Philips) con Un'ora con te e Sergio Endrigo (La voce del padrone con Notte, lunga notte).
- NOTA: in questa prima edizione con il nuovo regolamento, non essendoci le canzoni dell'anno prima da premiare, vennero assegnati dei Burlamacco d'oro alla carriera al Maestro Cinico Angelini, a Vittorio Gassman, ed ai cantanti Arturo Testa, Nunzio Gallo, Gloria Christian, Flo Sandon's, Nella Colombo, Gino Latilla e Carla Boni.

### 1960
- Sabato 23 e domenica 24 aprile
- Sede: Teatro Eden di Viareggio
- Presentatori: Renato Tagliani e Nives Zegna
- Orchestra diretta dai maestri Pino Calvi e Gianni Fallabrino
- Meccanismo: 24 canzoni, eseguite da un solo interprete, 12 per sera.
- Vincitori Burlamacco d'Oro: Jimmy Fontana (Hollywood) con Bevo e Lia Scutari (The Red Record) con Briciole di baci
- Vincitori Burlamacco d'Argento: Gian Costello (La voce del padrone) con Cinzia e Paula (Hollywood) con Io credo
- Premi speciali per il riconoscimento artistico: Mina, Nicola Arigliano, Luciano Tajoli e Pino Calvi
- Prima serata - Sabato 23 aprile ore 22 :
  - Lia Scutari: Dolcemente (testo e musica di Marino Marini) - The Red Record
  - Ivo Carlini: Sei mia (testo di Alberto Lazzeretti; musica di Vigilio Piubeni) - Astraphon
  - Silvia Guidi: Simpatico autunno (testo di Leo Chiosso; musica di Arturo Casadei) - Fontana Records
  - Corrado Lojacono: Deliziosa (testo di Nisa; musica di Corrado Lojacono) - Fontana Records
  - Tony Renis: L'alfabeto del cielo (testo di Mogol; musica di Giorgio Gaber e Renato Angiolini) - La voce del padrone
  - Renata Grechi: Nome dimenticato (testo e musica di Pietro Vallini) - Co-Thi
  - Rob Nebbia: Donna che non rivedrò (testo di Amerigo Gomez; musica di Leonia Speziali e Mauro Casini) - Philips
  - Ambra Massimo: Prendimi (testo e musica di Valladi) - Hollywood
  - Jimmy Fontana: Bevo (testo di Filibello; musica di Aldo Valleroni e Pietro Faleni) - Hollywood
  - Paula: Io credo (testo di Gianfranco Esposito; musica di Vincenzo Faraldo) - Hollywood
  - Victor Somma: Clown (testo e musica di Armando Romeo) - Durium
  - Mara Del Rio: Ti credo (testo e musica di Giovanni D'Anzi) - The Red Record
- Seconda serata - Domenica 24 aprile ore 22 :
  - Roberto Davini: Se nel cielo (testo di Aldo Valleroni; musica di Dino Bronzi) - RCA Italiana
  - Monna Lisa: Occhi color settembre (testo di Enzo Bonagura; musica di Furio Rendine) - Hollywood
  - Franco Franchi: Permettete signorina (testo di Nisa e Vito Pallavicini; musica di Pino Massara) - Combo Record
  - Paula: Impazzire d'amore (testo e musica di Aldo Valleroni) - Hollywood
  - Clem Sacco: Paura d'amarti (testo di Aldo Locatelli; musica di Federico Bergamini) - Durium
  - Jimmy Fontana: Il tempo si è fermato (testo di Franco Migliacci; musica di Enrico Polito) - Hollywood
  - Lia Scutari: Briciole di baci (testo di Mogol; musica di Carlo Donida) - The Red Record
  - Pino Vinci: Giurami (testo di Vincenzo Vairo; musica di Salvatore Mazzocco) - The Red Record
  - Gian Costello: Cinzia (testo di Alberico Gentile; musica di Edilio Capotosti) - La voce del padrone
  - Mara Del Rio: Breve incontro (testo di Aldo Locatelli; musica di Salvatore Lo Turco) - The Red Record
  - Luciano Tajoli: Sulo 'o mare (testo di Amato; musica di Giulio Chiappinelli e Luciano Maraviglia) - CAR Juke-Box
  - Elly Giglioli: Non andartene (testo di Giorgio Calabrese; musica di Pino Calvi) - La voce del padrone

### 1961
- Sabato 28 e domenica 29 febbraio
- Sede: Teatro Principe di Viareggio
- Presentatori: Nicola Arigliano, Alighiero Noschese, Daniele Piombi e Nives Zegna
- Orchestra diretta dai maestri Armando Sciascia e Gianni Fallabrino
- Meccanismo: 30 canzoni, eseguite da due interpreti, 1 per sera.
- Vincitori: Jolanda Rossin (Carisch) e Gian Costello (Pathé) con Per noi due

### 1962
- Sabato 24 e domenica 25 febbraio
- Sede: Teatro Principe di Viareggio
- Presentatori: Nunzio Filogamo
- Orchestra diretta dai maestri Mario Bertolazzi e Peppino Principe
- Meccanismo: 22 canzoni, eseguite da due interpreti, 11 per sera.
- Vincitori: Pino Donaggio (Columbia) e Wilma Roy (Fonocrom) con Cielo muto

### 1963
- Sabato 23 e domenica 24 febbraio
- Sede: Teatro Principe di Piemonte di Viareggio
- Presentatori: Corrado
- Orchestra diretta dai maestri Franco Cassano e Gianni Fallabrino
- Meccanismo: 20 canzoni, eseguite da due interpreti, 10 per sera.
- Vincitori: Miranda Martino (RCA Italiana) e Enrico Polito (RCA Italiana) con Non ho pietà

### 1964
- Sabato 17 e domenica 18 maggio
- Sede: Teatro Principe di Piemonte di Viareggio
- Presentatori: Johnny Dorelli
- Meccanismo: 26 canzoni, eseguite da un solo interprete, 13 per sera.
- Vincitori: Gianni Morandi (RCA Italiana) con In ginocchio da te